# Spirotropis patagonica
Spirotropis patagonica é uma espécie de gastrópode do gênero Spirotropis, pertencente a família Drilliidae.